# Milman Parry
Milman Parry (Oakland, 20 giugno 1902 – Los Angeles, 3 dicembre 1935) è stato un grecista statunitense.
Fu il fondatore della teoria della pura oralità nella formazione dei testi omerici.

## Biografia

### Formazione
Studiò presso l'Università della California a Berkeley dove conseguì il Bachelor e il Master of Arts. Svolse in seguito il proprio dottorato di ricerca alla Sorbona di Parigi, dove fu allievo del linguista Antoine Meillet.

### In Jugoslavia
Tra il 1933 ed il 1935, quando era professore presso la Harvard University, compì due viaggi in Jugoslavia, dove sopravvivevano arcaiche forme di trasmissione orale recitata di poemi antichi. Assieme al proprio assistente Albert Lord, studiò e tesaurizzò storie e leggende balcaniche, in territori dove la scrittura non aveva ancora soppiantato l'oralità.
Tali studi influirono nel campo delle sue ricerche sulla trasmissione e formazione orale dell'Iliade e dell'Odissea.

### Teorie
Rivoluzionò il panorama degli studi omerici, in un trattato pubblicato in Francia negli anni '20, dimostrando che i poemi attribuiti a tale autore erano caratterizzati da un uso esteso di formule fisse, ed espressioni in simili ricorrenze metriche: di solito attributi utilizzati a proposito di un personaggio o un'azione ricorrente, per definirli in aderenza ai valori che rappresentavano. Come scrisse nella sua tesi di laurea, la formula omerica - composta per lo più da un nome e un epiteto, così come da interi versi più complessi - è la cellula base delle strutture linguistiche omeriche, e permetteva all'aedo che recitava di imparare più facilmente i versi a memoria, oltre che di ricordare all'uditorio le caratteristiche fisse del personaggio che trattava. Infatti queste formule costituivano un prontuario mnemonico a disposizione dell'aedo che poteva così rispettare più facilmente l'esametro. Ipotizzò dunque che potessero esistere paralleli tra la composizione, la recitazione e la trasmissione di opere puramente orali come quelle dei bardi serbo-croati, i quali sapevano improvvisare poemi pressappoco dell'estensione dell'Iliade e dell'Odissea, e i poemi omerici, attraverso un attento studio comparativo, portato avanti dal suo assistente Albert Lord, alla sua morte, con il libro Il cantore di storie (The Singer of Tales), che rappresenta un punto di partenza importante per l'Omeristica del Novecento.
Nelle sue pubblicazioni americane degli anni '30 introdusse, nell'ambito degli studi linguistici classici, l'idea (già abbozzata da Antoine Meillet) che le strutture formulari dei poemi omerici fossero spiegabili ipotizzando una composizione puramente orale, recitativa. Ipotesi già sostenuta dai grammatici antichi ma che era stata soppiantata dalla critica tedesca dell'800.

### La prematura morte
Morì a Los Angeles il 3 dicembre 1935, a seguito di un colpo d'arma da fuoco che si autoinflisse mentre stava disfacendo la propria valigia nella sua camera. Si trattò molto probabilmente di un colpo accidentale, benché non siano mancati sospetti su un possibile suicidio oppure omicidio da parte della moglie.

## Opere
- Adam Parry (a cura di), The Making of Homeric Verse. The Collected Papers of Milman Parry, Clarendon Press, Oxford 1971, 1971, ISBN 0405133219.
- Adam Parry (a cura di), The Making of Homeric Verse. The Collected Papers of Milman Parry, ristampa, Oxford University Press, New York 1987, 1971, ISBN 019520560X.